# クロスレイ級高速輸送艦
| クロスレイ級高速輸送艦                         | クロスレイ級高速輸送艦                                   | クロスレイ級高速輸送艦                                   |
| ---------------------------------------------- | -------------------------------------------------------- | -------------------------------------------------------- |
| ベゴー（APD-127） 1950年12月、興南からの撤退時 |                                                          |                                                          |
| 艦級概観                                       |                                                          |                                                          |
| 艦種                                           | 高速輸送艦                                               | 高速輸送艦                                               |
| 艦名                                           | 海軍功労者                                               | 海軍功労者                                               |
| 建造期間                                       | 1944年-1945年                                            | 1944年-1945年                                            |
| 就役期間                                       | 1944年-1974年                                            | 1944年-1974年                                            |
| 前級                                           | チャールズ・ローレンス級高速輸送艦                       | チャールズ・ローレンス級高速輸送艦                       |
| 次級                                           | -                                                        | -                                                        |
| 運用国                                         | アメリカ合衆国 · メキシコ · 韓国 · 中華民国 · コロンビア | アメリカ合衆国 · メキシコ · 韓国 · 中華民国 · コロンビア |
| 隻数                                           | 51                                                       | 51                                                       |
| 喪失                                           | 0                                                        | 0                                                        |
| 性能諸元                                       |                                                          |                                                          |
| 排水量                                         | 基準：1,725 t 満載：2,114 t                              | 基準：1,725 t 満載：2,114 t                              |
| 全長                                           | 93.3 m                                                   | 93.3 m                                                   |
| 全幅                                           | 11.3 m                                                   | 11.3 m                                                   |
| 吃水                                           | 3.7 m                                                    | 3.7 m                                                    |
| 機関                                           | ターボ・エレクトリック2軸推進（12,000 shp）              | ターボ・エレクトリック2軸推進（12,000 shp）              |
| 最大速力                                       | 24 ノット                                                | 24 ノット                                                |
| 航続距離                                       | 12,000海里（12ノット巡航時）                             | 12,000海里（12ノット巡航時）                             |
| 乗員                                           | 214名（揚陸部隊162名）                                   | 214名（揚陸部隊162名）                                   |
| 兵装                                           | 5インチ単装砲                                            | 1基                                                      |
| 兵装                                           | 40ミリ連装機銃                                           | 3基                                                      |
| 兵装                                           | 20ミリ単装機銃                                           | 6基                                                      |
| 兵装                                           | 爆雷投下軌条                                             | 1条                                                      |

クロスレイ級高速輸送艦（クロスレイきゅうこうそくゆそうかん、Crosley class high speed transports）は、第二次世界大戦当時のアメリカ海軍の高速輸送艦。一部は第二次世界大戦後も現役にとどまり、朝鮮戦争やベトナム戦争に従軍した。

## 概要
本級はすべてラッデロウ級護衛駆逐艦を改造して高速輸送艦としたもので、建造の翌年に改造されたブレイ（APD-139）を除き、すべて建造中に改造され、高速輸送艦として完成した。
第二次世界大戦終了後、メキシコ、大韓民国、台湾（中華民国）およびコロンビアにそれぞれ数隻が売却された。高速輸送艦（APD）は1969年にすべてLPRに再類別された。

## 一覧
各行末尾は「改造年-最終年」、（）内は最終状態（類別変更、売却先等）
- クロスレイ Crosley （APD-87） - 1944年-1960年（除籍）
- クリード Cread （APD-88） - 1945年-1960年（除籍）
- ルカムキン Ruchamkin （APD-89） - 1945年-1969年（LPR）
- カーウィン Kirwin （APD-90） - 1945年-1969年（LPR）
- キンザー Kinzer （APD-91） - 1944年-1966年（台湾）
- レジスター Register （APD-92） - 1945年-1966年（台湾）
- ブロック Brock （APD-93） - 1945年-1960年（除籍）
- ジョン・Q・ロバーツ John Q. Roberts （APD-94） - 1945年-1960年（除籍）
- ウィリアム・M・ホビイ William M. Hobby （APD-95） - 1945年-1967年（韓国）
- レイ・K・エドワーズ Ray K. Edwards （APD-96） - 1945年-1960年（除籍）
- アーサー・L・ブリストル Arthur L. Bristol （APD-97） - 1945年-1964年（除籍）
- トラクスタン Truxton （APD-98） - 1945年-1966年（台湾）
- アファム Upham （APD-99） - 1945年-1960年（除籍）
- リングネス Ringness （APD-100） - 1944年-1969年（LPR）
- ヌドソン Knudson （APD-101） - 1944年-1969年（LPR）
- レドノアー Rednour （APD-102） - 1944年-1966年（台湾）
- トールバーグ Tollberg （APD-103） - 1945年-1965年（コロンビア）
- ウィリアム・J・パッティソン William J. Pattison （APD-104） - 1945年-1960年（除籍）
- マイヤーズ Myers （APD-105） - 1945年-1960年（除籍）
- ウォルター・B・コブ Walter B. Cobb （APD-106） - 1945年-1966年（台湾）
- アール・B・ホール Earle B. Hall （APD-107） - 1945年-1966年（売却）
- ハリー・L・コール Harry L. Corl （APD-108） - 1945年-1966年（韓国）
- ベレト Belet （APD-109） - 1945年-1964年（メキシコ）
- ジュリアス・A・レイヴン Julius A. Raven （APD-110） - 1945年-1966年（韓国）
- ウォルシュ Walsh （APD-111） - 1945年-1966年（除籍）
- ハンター・マーシャル Hunter Marshall （APD-112） - 1945年-1960年（除籍）
- エアハート Earhart （APD-113） - 1945年-1964年（メキシコ）
- ウォルター・S・ゴーカ Walter S. Gorka （APD-114） - 1945年-1960年（除籍）
- ロジャース・ブラッド Rogers Blood （APD-115） - 1945年-1960年（除籍）
- フランコヴィッチ Francovich （APD-116） - 1945年-1964年（除籍）
- ジョゼフ・M・オウマン Joseph M. Auman （APD-117） - 1945年-1964年（メキシコ）
- ドン・O・ウッズ Don O. Woods （APD-118） - 1945年-1964年（メキシコ）
- ベヴァーリー・W・レイド Beverly W. Reid （APD-119） - 1945年-1969年（LPR）
- クライン Kline （APD-120） - 1944年-1966年（台湾）
- レイモン・W・ハーンドン Raymon W. Herndon （APD-121） - 1944年-1966年（台湾）
- スクリブナー Scribner （APD-122） - 1944年-1966年（除籍）
- ディアチェンコ Diachenko （APD-123） - 1944年-1969年（LPR）
- ホレース・A・バス Horace A. Bass （APD-124） - 1944年-1969年（LPR）
- ワンタック Wantuck （APD-125） - 1944年-1958年（除籍）
- ゴッセリン Gosselin （APD-126） - 1944年-1964年（除籍）
- ベゴー Begor （APD-127） - 1945年-1969年（LPR）
- キャヴァラロ Cavallaro （APD-128） - 1945年-1959年（韓国）
- ドナルド・W・ウルフ Donald W. Wolf （APD-129） - 1945年-1968年（台湾）
- クック Cook （APD-130） - 1945年-1969年（LPR）
- ウォルター・X・ヤング Walter X. Young （APD-131） - 1945年-1962年（除籍）
- バルダック Balduck （APD-132） - 1945年-1969年（LPR）
- バード Burdo （APD-133） - 1945年-1967年（売却）
- クラインスミス Kleinsmith （APD-134） - 1945年-1960年（台湾）
- ワイス Weiss （APD-135） - 1945年-1969年（LPR）
- カーペロッティ Carpellotti （APD-136） - 1945年-1960年（除籍）
- デ・ロング DeLong （APD-137） - 改造キャンセル
- コーツ Coates （APD-138） - 改造キャンセル
- ブレイ Bray （APD-139） - 1945年-1963年（除籍）